# ミヤコーバス村田駐在所
ミヤコーバス村田駐在所（ミヤコーバスむらたちゅうざいしょ）は、宮城県柴田郡村田町大字足立字水押18番2にあるミヤコーバスの営業所。正式名称は白石営業所村田駐在。時刻表などでは便宜上村田営業所として案内されている。
当記事では、同居している宮城交通仙台営業所村田駐在、およびバス停である村田営業所バス停についても記す。

## 概要
元々は宮城交通村田営業所で、川崎線と秋保線を中心に受け持っていた。秋保線の仙台側間合い運用として、仙台営業所主管路線も多く受け持っており、一時期は行路の8割前後が仙台市内とも言われていた。
その後、秋保線の菅生・村田系統が廃止されたことにより、仙台市内での間合い運用は廃止。代わりに村田所属の運転士が仙台営業所へ出張し、仙台営業所の行路で乗務する形態を採ることになった。秋保線の川崎系統を主に担当する村田所属川崎在勤の運転士も配置されていたが、村田に集約され、秋保線の川崎系統は村田 - 川崎間を回送で送り込んでいた。
2008年10月16日に宮城交通本体から地域子会社のミヤコーバスへの移管を実施。秋保線は宮城交通本体の路線として残り、村田駐在所とその他の路線は移管された。村田所属の運転士が仙台営業所への出張はなくなったが、その穴埋めとして一部運転士が仙台営業所へ異動することになった。
2011年10月3日のダイヤ改正により、宮城交通仙台営業所村田駐在が発足（再開）している。宮城交通仙台営業所から秋保線の川崎系統と秋保系統の一部便が移管された。

## 沿革

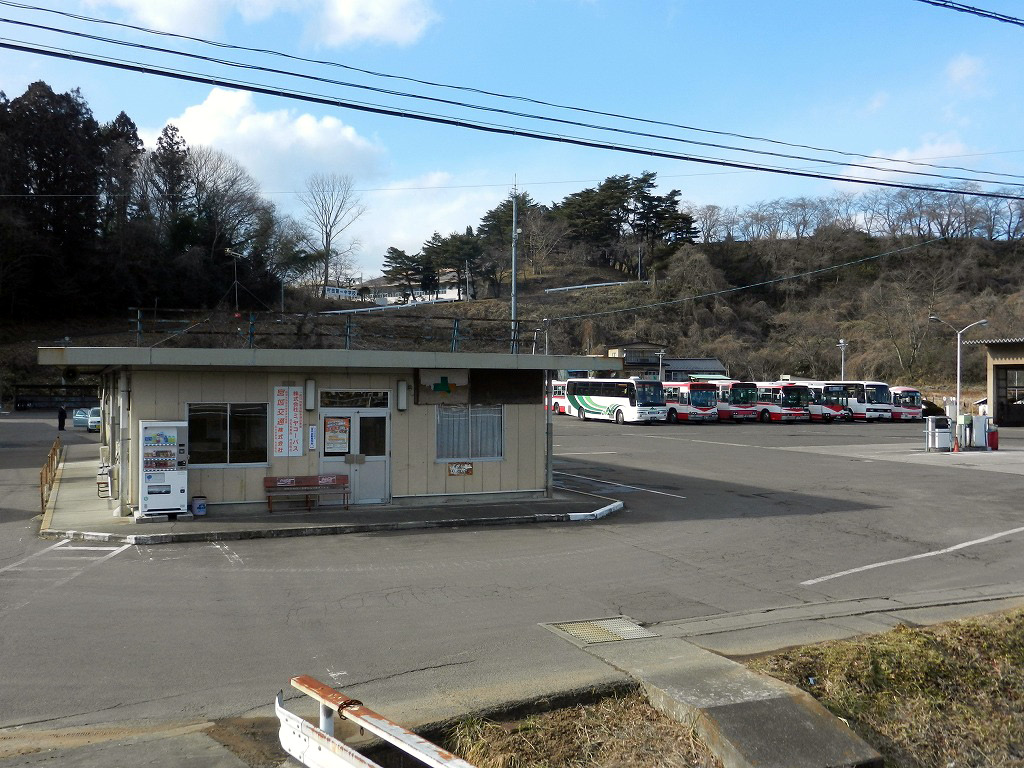
旧村田駐在（ミヤコーバスと宮城交通の表札が並んでいる。2012年2月撮影）

- 2008年（平成20年）10月16日 - 宮城交通仙台営業所村田駐在所がミヤコーバスに移管、ミヤコーバス白石営業所村田駐在となる。同時に秋保線を宮城交通仙台営業所へ移管し、ミヤコーバス白石営業所より永野線、特急仙台蔵王町線の移管を受ける。
- 2011年（平成23年）10月3日 - 宮城交通仙台営業所村田駐在が開設。（ミヤコーバスにて運転業務を受託）。仙台営業所より秋保線の川崎系統と秋保系統の一部便を移管。
- 2015年（平成27年）12月6日 - ミヤコーバス川崎線（一般路線）および宮城交通秋保線において、ICカード乗車券「icsca」を導入[1]。
- 2016年（平成28年）10月11日 - 特急仙台川崎町線の運行を廃止（実際の運行最終日は10月7日）。
- 2023年（令和5年）4月24日 - 現在地（村田第五小学校跡）に移転[2]。敷地内にはバス運転士の育成研修センターとしては東北初となる宮城交通グループ研修センター「Cocode」を併設オープン[3][4]。

## 高速バス所管路線
- 特急仙台蔵王町線
  - 村田駐在発足（宮城交通より移管）時に、白石営業所から担当変更された。
  - 2016年10月10日まで、日中の2往復のみ、築館営業所が担当していた。特急仙台栗駒線の間合いで乗り入れていた。

## 路線バス所管路線

### ミヤコーバス村田駐在

#### 川崎線
- 大河原駅前 - （みやぎ県南中核病院前） - 大河原町総合体育館前 - 沼辺 - 村田中央 - 川崎
- 大河原駅前 - （みやぎ県南中核病院前） - 大河原町総合体育館前 - 沼辺 - 村田中央 - 村田営業所
  - 大河原駅前 - 村田駐在間と大河原駅前 - 川崎間の2系統。
  - 地域間幹線系統として、国・宮城県の補助を受ける[5][6]。
  - バスでの利用開始時より、ICカードicscaが使用可能な路線となっている（メルシーカードの対象路線ではなかった）。高速バスを除けば、icscaエリアとしては事実上飛地路線となっている。
  - 2023年7月16日 - 村田営業所バス停の所在地変更に関連したダイヤ改定に伴い、村田営業所発着で村田町内の停車を変更。

#### 永野線
※土休日運休。
- 蔵王町総合運動公園前 - 蔵王町役場前 - 永野 - 円田 - 北境 - 平沢 - 村田役場前 - 村田中央 - 村田営業所
- 村田営業所→村田中央→村田役場前→平沢→湯坂→蔵王町役場前→蔵王町総合運動公園前 
  - 1998年 - 廃止代替路線となり、蔵王町・村田町との共同委託での運行となる[7]。
  - 2007年4月1日 - 宮城交通村田駐在所所管の白石駅 - 村田営業所間系統が廃止。ミヤコーバス白石営業所所管の蔵王町役場前 - 村田営業所間は引き続き運行。
  - 2008年10月16日 - 白石営業所から村田駐在所に移管され、村田役場前経由となる。
  - 2011年頃 - 蔵王町役場前から蔵王町総合運動公園前まで区間を延長。

※ICカード「icsca」・磁気カード乗車券（メルシーカード・スキップカードなど）（発売終了）は使用不可。
- - 2023年7月16日 - 村田営業所バス停の所在地変更に関連したダイヤ改定に伴い、村田町内の停車を変更。

### 宮城交通村田駐在

#### 秋保線
川崎系統
- 仙台駅前 - 舟丁 - 長町駅西口 - 長町南駅・太白区役所前 - 西多賀一丁目 - 鈎取 - 茂庭 - 碁石 - （みちのく杜の湖畔公園） - 川崎
- 新道西多賀経由（上りのみ）：川崎→みちのく杜の湖畔公園入口→碁石→南赤石→馬尾坂→茂庭荘入口→余方→新道西多賀→大年寺前→仙台駅前

秋保系統
- 県庁市役所前 - 仙台駅前 - 舟丁 - 長町駅西口 - 長町南駅・太白区役所前 - 西多賀一丁目 - 鈎取 - 茂庭 - 秋保文化の里センター - 秋保温泉湯元 - 秋保森林スポーツ公園前

沿革
- 2011年（平成23年）10月3日 - 川崎系統の全便と秋保系統の一部便を仙台営業所から移管。
- 2019年（平成31年）4月1日 - 川崎 - 野上かみ間廃止[8]。

## 廃止路線

### 特急仙台村田線
こちらを参照のこと。

### 特急仙台川崎町線
概要

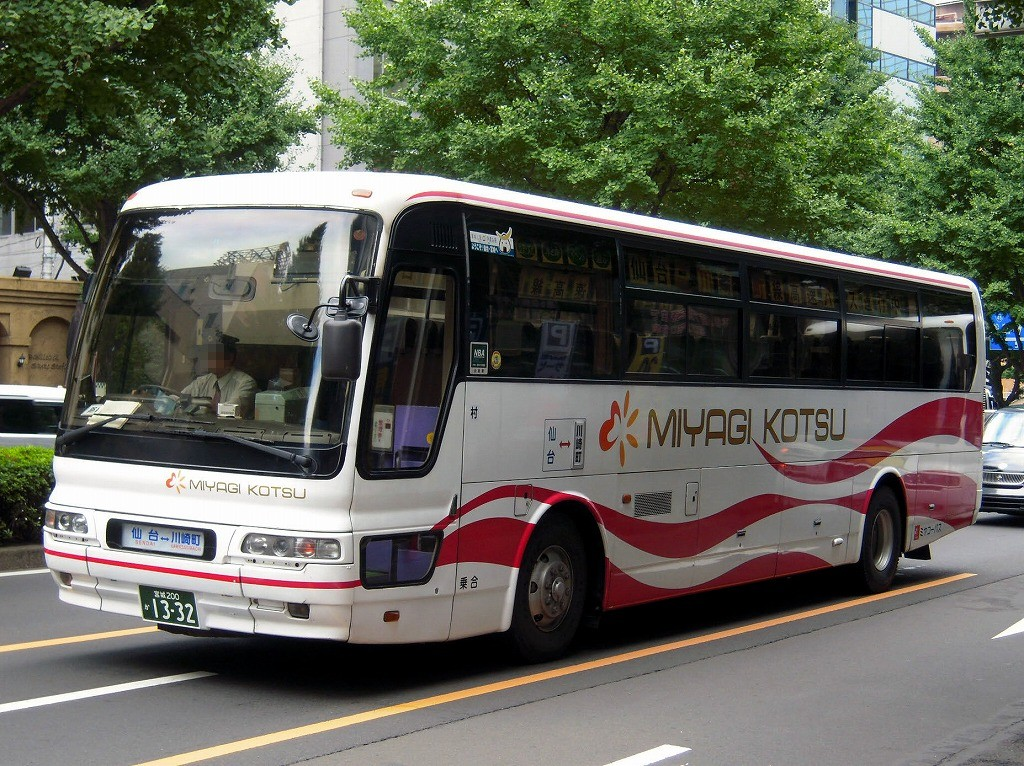
仙台 - 川崎町線

仙台市内と川崎町内は、従来より宮城交通が国道286号経由で秋保線（仙台駅 - 川崎・野上かみ）を運行してきた。しかし利用者の減少により運行本数が減少していた。
路線バスの補完をする目的を兼ねて子会社のミヤコーバスが仙台市内と川崎町内を結ぶ特急バスを開設することとなり、川崎側の発着地をボートピア川崎とし、みちのく湖畔公園を経由することによって、仙台側からの利用者にも配慮した。
開業当初より朝の上り1便は村田町経由であったが、2012年7月10日より全便が村田町経由で運行されることとなった。2015年3月16日より土休日は運休となり、平日2往復のみの運行となった。
2016年10月10日をもって（実際は10月7日が最終日）、運行を終了。
路線開設を巡って
この路線を巡っては2010年8月中旬には宮城県岩沼市の旅行会社が貸し切りバスを使ったツアーバスでの運行を計画していたが、東北運輸局が「既存の路線バスと運行形態が似ている」と、路線バス開設の許可を得るように異例の要請をしていた。東北運輸局が問題にしたのは、
- 複数の乗降場所を設けている
- バスの運行ダイヤをあらかじめ町公報に 周知していることから「路線バスの運行形態に類似している」

と判断したとしている。ただしツアーの違法性については許可を取らずに運行した場合、運輸局側からの明確な回答がでなかったために旅行会社から反発をうけた。旅行会社はやむなく、運行延期を決めた。過去にツアーバス企画会社に運行許可を取るよう求めたケースはない。そして2010年9月になりミヤコー側に運行許可が下りた。ミヤコーは他社の参入は全く判断材料にならなかったとしている。
主な停車停留所
県庁市役所前 - 仙台駅前 - 村田町役場前 - 川崎案内所 - ボートピア川崎
運賃
※2015年3月16日現在。
- 仙台 - 川崎町間：大人片道1,030円、回数券（2枚綴り）1,650円、通勤定期（1ヶ月）30,000円、通学定期（1ヶ月）27,800円。
- 仙台 - 村田町間：大人片道820円、回数券（2枚綴り）1,400円・（10枚綴り）6,700円、通勤定期（1ヶ月）26,800円、通学定期（1ヶ月）24,700円。
  - 仙台 - 村田間は、高速仙台蔵王町線の乗車券と共通。

路線沿革
- 2010年（平成22年）
  - 10月1日 - 1日3往復で運行開始。朝の仙台行1本のみ村田町を経由した。
  - 12月1日 - この日より「お試しキャンペーン」として、2枚綴り回数券を1,000円で販売（2011年1月10日まで）[12]。
- 2011年（平成23年）4月7日 - 同年3月11日に発生した東北地方太平洋沖地震の影響により運休していたが、この日より運行を再開。みちのく杜の湖畔公園～ボートピア川崎間は運休。その後ボートピア川崎までの運行を再開している。
- 2012年（平成24年）7月10日 - この日より全便村田町経由となる。全日共通のダイヤとなり、1日2往復に減便。
- 2013年（平成25年）12月1日 - この日発売分の回数券より有効期限を設定（2015年3月31日まで、以降適宜更新）。
- 2014年（平成26年）4月1日 - 運賃改定。定期券の発売価格を改定。仙台 - 川崎町線において10枚綴り回数券の発売を終了[13]。
- 2015年（平成27年）3月16日 - この日より平日のみの運行に変更、運賃を改定[14]。
- 2016年（平成28年）10月10日 - この日を最後に（実際は10月7日が最終日）運行を終了[9]。

### 秋保線
- 村田系統:北仙台 - 県庁市役所前 - 仙台駅前 - JR長町駅西口 - 西多賀一丁目 - 鈎取 - 茂庭 - 坪沼 - 境田 - 村田第四小学校前（ - 村田営業所）
- 菅生系統:北仙台 - 県庁市役所前 - 仙台駅前 - JR長町駅西口 - 西多賀一丁目 - 鈎取 - 茂庭 - 坪沼 - 境田 - 村田第四小学校前 - スポーツランド菅生
  - 2005年（平成17年）3月31日 - 廃止。

### 菅生線
- 村田役場前 - 村田営業所 - 無刀関 - 村田第四小学校前 - 菅生
  - 2004年（平成16年）10月1日 - 大河原 - 村田 - 菅生間系統が廃止される。
  - 2014年（平成26年）10月1日 - 村田町のデマンド乗合タクシー発足により廃止[15]。菅生発は朝2本、村田発は午後3本運行されるのみで、土曜休日は運休となっていた。

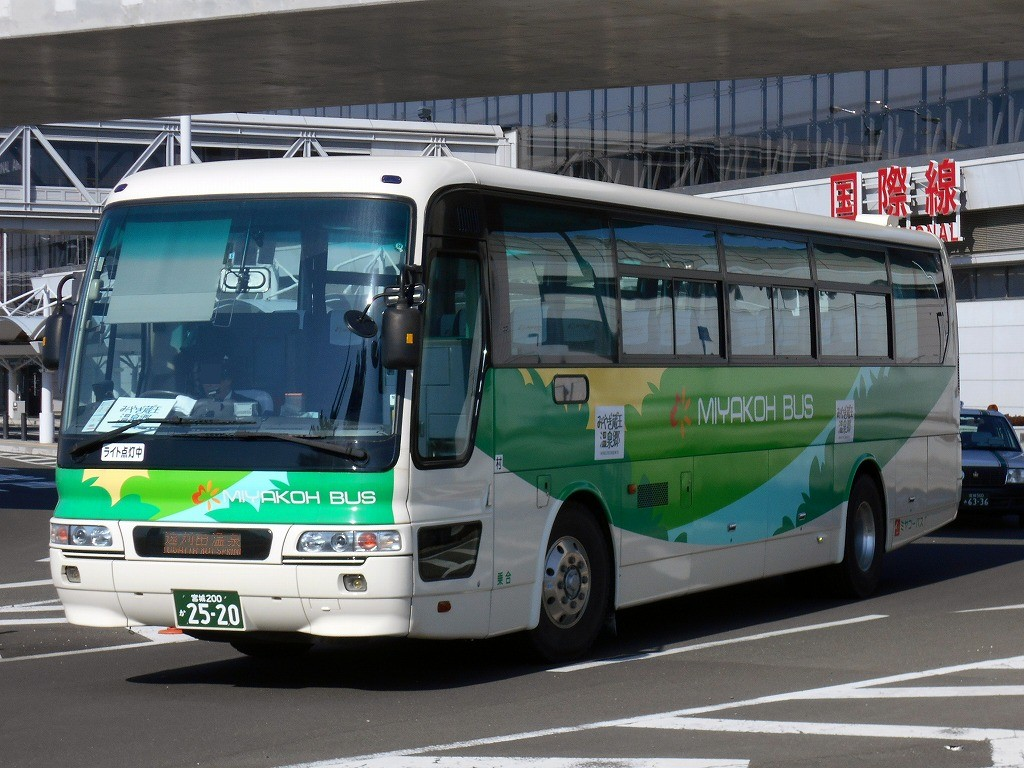
みやぎ蔵王温泉号

### みやぎ蔵王温泉号
- 仙台空港 - 遠刈田温泉湯の町 - 宮城蔵王ロイヤルホテル
  - 2017年1月21日～同年3月5日までの土休日のみ運行[16]。
  - 宮城県大河原地方振興事務所の検証事業（実証実験路線）として、運行を受託。
  - 公式サイト等では「みやぎ蔵王温泉号」として案内されていた。

## 村田営業所バス停
村田営業所バス停はミヤコーバスの停留所である。

### 停車路線
- ミヤコーバス
  - 川崎線（大河原行、川崎行）
  - 永野線（蔵王町総合運動公園前行）

## 設備
- 営業所庁舎
  - 定期券窓口
営業時間8時30分 - 17時00分。回数券（セット・金額式）、定期券（icsca)を取り扱う。
- 検修庫
- 留置所
事故や廃車などで除籍された車両や転属する車両が留置されている。都営バス・名古屋市営バス・名鉄バスなどから移籍してきた車両なども留置されている。ミヤコーバスに移管後も引き続き留置場として使用されている。

## 廃止された案内所
- 大河原案内所（柴田郡大河原町大谷町向126-4）
  - 所在地の再開発に伴い再開発ビルOrgaに入った。
  - 宮城交通時代は南部支配人室が置かれていた。
  - 旧宮城交通観光の大河原営業所とは別位置。